# Esteve Pujol i Pons
Esteve Pujol i Pons   (Sabadell, 1941 - Badalona, 2021) «Inmemòriam. Esteve Pujol i Pons (1941-2021)». Gent del Masnou, 11-2021, pàg. 3.</ref>) va ser un home polifacètic: escriptor, mestre, psicòleg, lingüista... Va treballar de mestre en tots els nivells acadèmics. Llicenciat en Filosofia i Lletres (Psicologia) i en Teologia, es va especialitzar en psicologia projectiva.
Es va dedicar a la formació permanent d'educadors i de futurs educadors i va col·laborar amb el Departament d'Ensenyament, els serveis Educatius i els instituts de ciències de l'educació de les universitats catalanes. També va ser professor associat de la Facultat d'Educació de la Universitat Internacional de Catalunya.
Va participar sobretot en activitats culturals i cíviques de tota mena a la vila del Masnou, on va viure molts anys. Va col·laborar intensament en la publicació periòdica Gent del Masnou amb multitud d'articles de temes ben diversos.
Col·laborador habitual de Ràdio Estel-Ràdio Principat en programes educatius.
Ha publicat diversos llibres:
- Valors per a la convivència (en coautoria amb Inés Luz González)[4]
- Valors per créixer
- El gran llibre dels contes amb valors (en coautoria amb Adrià Fruitós Trubat)
- El gran llibre de les emocions (en coautoria amb Carles Arbat i Rafael Bisquerra)
- Eduquem persones. Reflexions d'un mestre sobre l'educació a l'inici del s. XXI[5]
- Valors humans.Valors cristians[6]
- Pensaments d'un educador, premi d'Assaig Pedagògic Joan Profitós de la Nit de Santa Llúcia 2009[7]
- El Gran Llibre de les Emocions